# Polytrichastrum papillatum
Polytrichastrum papillatum là một loài Rêu trong họ Polytrichaceae. Loài này được G.L. Sm. miêu tả khoa học đầu tiên năm 1974.